# Challenger de Samarcanda 2016

El torneo Samarkand Challenger 2016 es un torneo profesional de tenis. Pertenece al ATP Challenger Series 2016. Se disputará su 20.ª edición sobre superficie tierra batida, en Samarcanda, Uzbekistán entre el 09 al el 14 de mayo de 2016.

## Jugadores participantes del cuadro de individuales
| Favorito | País                  | Jugador              | Rank1 | Posición en el torneo |
| -------- | --------------------- | -------------------- | ----- | --------------------- |
| 1        | Bandera de Rusia      | Karén Jachánov       | 125   | CAMPEÓN               |
| 2        | Bandera de Moldavia   | Radu Albot           | 143   | Cuartos de final      |
| 3        | Bandera de Israel     | Amir Weintraub       | 192   | Cuartos de final      |
| 4        | Bandera de España     | Jordi Samper Montaña | 215   | Segunda ronda         |
| 5        | Bandera de Uzbekistán | Farruj Dustov        | 220   | Primera ronda, retiro |
| 6        | Bandera de Kazajistán | Dmitri Popkó         | 225   | Segunda ronda         |
| 7        | Bandera de Serbia     | Nikola Milojević     | 233   | Primera ronda         |
| 8        | Bandera de España     | Enrique López Pérez  | 235   | Primera ronda         |

- 1 Se ha tomado en cuenta el ranking del 2 de mayo de 2016.

### Otros participantes
Los siguientes jugadores recibieron una invitación (wild card), por lo tanto ingresan directamente al cuadro principal (WC):
- Sanjar Fayziev
- Temur Ismailov
- Shonigmatjon Shofayziyev
- Pavel Tsoy

Los siguientes jugadores ingresan al cuadro principal tras disputar el cuadro clasificatorio (Q):
- Bar Tzuf Botzer
- Mijaíl Yelguin
- Markos Kalovelonis
- Francesco Vilardo

## Campeones

### Individual Masculino
- Karén Jachánov derrotó en la final a  Rubén Ramírez Hidalgo, 6–1, 6–7(6), 6–1

### Dobles masculino
- Denís Matsúkevich /  Andrei Vasilevski derrotaron en la final a  Hsieh Cheng-peng /  Yang Tsung-hua, 6–4, 5–7, [10–5]